# Pitt Meadows
Pitt Meadows è una città della Columbia Britannica, in Canada, situata nel distretto regionale di Metro Vancouver.